# Начало времён (фильм)
«Начало времён» (англ. Year One) — кинокомедия режиссёра Гарольда Рамиса. Премьера состоялась в 2009 году. Фильм пародирует основные библейские события из Ветхого завета. Фильм получил негативные отзывы критиков.
Последняя режиссёрская, продюсерская и сценарная работа Рамиса, и его последняя актёрская работа (роль Адама) перед его смертью в 2014 году.

## Сюжет
Зет и Ох — два соплеменника из поселка охотников и собирателей каменного века. Однажды Зет нарушает запрет и срывает плод с Древа познания, за это его изгоняют из племени. Верный Ох уходит с другом. Вскоре они встречают двух девушек из своего племени, попавших в рабство. Зет и Ох стремятся освободить девушек и завоевать их любовь, из-за чего постоянно попадают в неприятности. Во время своих приключений герои встречают многих ветхозаветных персонажей и даже попадают в Содом.

## В ролях
- Джек Блэк — Зет
- Майкл Сера — Ох (в русском прокате Лох)
- Джуно Темпл — Има
- Джун Дайан Рафаэль — Майа
- Оливия Уайлд — принцесса Инанна
- Дэвид Кросс — Каин
- Пол Радд — Авель (в титрах не указан)
- Кристофер Минц-Плэсс — Исаак
- Хэнк Азариа — Авраам
- Винни Джонс — Саргон
- Гарольд Рамис — Адам
- Рода Гриффис — Ева
- Оливер Платт — Верховный жрец
- Ксандер Беркли — Король
- Джия Кардиес — Королева
- Сара Кристин Смит — танцовщица
- Билл Хейдер — шаман

## Отсылки к Библии
- Фильм богат сюжетами из Библии. Например, когда Зет и Ох встречают иноживущих людей в поле при охоте на быков, узнают, что их имена — Каин и Авель, как из библейского рассказа про братьев Каина и Авеля, злой Каин из зависти убивает своего доброго брата Авеля камнем и пытается скрыть это, так же повторяется и в фильме. Соответственно, в фильме Каин после убийства брата на заданный людьми вопрос «Где Авель?» отвечает: «Разве я сторож брату своему?».
- В начале фильма Зет пробует яблоко с дерева познания.
- Также в фильме присутствуют города Содом и Гоморра.
- В одной из сцен пародируется жертвоприношение Исаака.